# Lytocarpia megalocarpa
Lytocarpia megalocarpa is een hydroïdpoliep uit de familie Aglaopheniidae. De poliep komt uit het geslacht Lytocarpia. Lytocarpia megalocarpa werd in 1914 voor het eerst wetenschappelijk beschreven door Bale. 